# Федерация футбола Белиза
Федерация футбола Белиза (англ. Football Federation of Belize) — организация, осуществляющая управление футболом в Белизе. Федерация была основана в 1980 году, с 1986 года вступила в ФИФА и КОНКАКАФ.

## Основание и органы исполнительной власти
Основателями федерации были Деляр Кортни, Джордж Браун, Хьюберт Бредли и Даниель Эдмунд. Кортни был назначен первым президентом федерации. Он работал на этой должности вплоть до отставки 1996 года.
Берти Кемильо является текущим президентом ФФБ с 1997 года. ФФБ состоит из трёх основных органов: исполнительный комитет, генеральный совет и общее собрание.

## Региональные лиги
- Футбольная премьер-лига Белиза
- Суперлига
- Футбольная ассоциация Корозал
- футбольная ассоциация Ориндж-Уолк
- областная футбольная ассоциация Белиза
- футбольная ассоциация Бельмопана
- футбольная ассоциация Кайо
- футбольная ассоциация Стэн Крика
- футбольная ассоциация Толедо